# Warren B. Offutt
| (12438) 1996 CZ    | 9 febbraio 1996  |
| (23702) 1997 QE1   | 28 agosto 1997   |
| (39672) 1996 BF1   | 22 gennaio 1996  |
| (43997) 1997 QX    | 29 agosto 1997   |
| (46695) 1997 CX13  | 4 febbraio 1997  |
| (58469) 1996 RC    | 7 settembre 1996 |
| (58484) 1996 TO3   | 8 ottobre 1996   |
| (73900) 1997 FD    | 19 marzo 1997    |
| (73966) 1997 XG10  | 6 dicembre 1997  |
| (85473) 1997 LV5   | 12 giugno 1997   |
| (85547) 1997 XF10  | 5 dicembre 1997  |
| (100598) 1997 QO1  | 31 agosto 1997   |
| (100695) 1997 YK11 | 28 dicembre 1997 |
| (118215) 1996 BN1  | 24 gennaio 1996  |
| (155411) 1996 DG3  | 28 febbraio 1996 |
| (239810) 1997 EC26 | 11 marzo 1997    |
| (382427) 1999 CF3  | 9 febbraio 1999  |
| (483405) 1999 CP2  | 7 febbraio 1999  |

Warren B. Offutt (13 febbraio 1928 – 20 settembre 2017) è stato un astronomo e radioamatore statunitense.
Offutt è accreditato dal Minor Planet Center per la scoperta di diciotto asteroidi; più specificatamente ha collaborato con astronomi professionisti nell'osservazione degli oggetti della fascia di Kuiper (KBO). Nel 1999 ha vinto l'Amateur Achievement Award della Astronomical Society of the Pacific.

## Biografia
Offutt si trasferì dall'Illinois al New Mexico con la moglie Beverly, poi deceduta, specializzandosi in astrometria di precisione osservando oggetti deboli nel Sistema Solare. Ha gestito l'osservatorio W&B, situato nel villaggio statunitense di Cloudcroft, New Mexico, sulle montagne di Sacramento, a quota 2500 m.
Nel 1997 Offutt ha contribuito a tre importanti scoperte, tra cui la conferma di una luna di Urano appena scoperta, Sycorax.
L'11 febbraio 1998, poco prima del suo settantesimo compleanno gli è stato intitolato l'asteroide 7639 Offutt.